# Grand Prix Formule 1 van Nederland 1966
De Grand Prix Formule 1 van Nederland 1966 werd gehouden op 24 juli op het circuit van Zandvoort. Het was de vijfde race van het seizoen.

## Uitslag
| Pos. | Nr. | Coureur         | Constructeur    | Rondes | Tijd / Oorzaak uitval | Grid | Punten |
| ---- | --- | --------------- | --------------- | ------ | --------------------- | ---- | ------ |
| 1    | 16  | Jack Brabham    | Brabham-Repco   | 90     | 2:20:32.5             | 1    | 9      |
| 2    | 12  | Graham Hill     | BRM             | 89     | + 1 Ronde             | 7    | 6      |
| 3    | 6   | Jim Clark       | Lotus-Climax    | 88     | + 2 Rondes            | 3    | 4      |
| 4    | 14  | Jackie Stewart  | BRM             | 88     | + 2 Rondes            | 8    | 3      |
| 5    | 32  | Mike Spence     | Lotus-BRM       | 87     | + 3 Rondes            | 12   | 2      |
| 6    | 2   | Lorenzo Bandini | Ferrari         | 87     | + 3 Rondes            | 9    | 1      |
| 7    | 30  | Jo Bonnier      | Cooper-Maserati | 84     | + 6 Rondes            | 13   |        |
| 8    | 38  | John Taylor     | Brabham-BRM     | 84     | + 6 Rondes            | 17   |        |
| 9    | 36  | Guy Ligier      | Cooper-Maserati | 84     | + 6 Rondes            | 16   |        |
| NF   | 28  | Jo Siffert      | Cooper-Maserati | 79     | Motor                 | 11   |        |
| NF   | 34  | Bob Anderson    | Brabham-Climax  | 73     | Ophanging             | 14   |        |
| NF   | 24  | John Surtees    | Cooper-Maserati | 44     | Elektrisch probleem   | 10   |        |
| NF   | 18  | Denny Hulme     | Brabham-Repco   | 37     | Ontsteking            | 2    |        |
| NF   | 8   | Peter Arundell  | Lotus-BRM       | 28     | Ontsteking            | 15   |        |
| NF   | 10  | Dan Gurney      | Eagle-Climax    | 26     | Olielek               | 4    |        |
| NF   | 4   | Mike Parkes     | Ferrari         | 10     | Ongeluk               | 5    |        |
| NF   | 26  | Jochen Rindt    | Cooper-Maserati | 2      | Ongeluk               | 6    |        |

## Statistieken
| Pole-position | Jack Brabham | Brabham-Repco | 1:28.1 |
| Snelste ronde | Denny Hulme  | Brabham-Repco | 1:30.6 |

## Noot
- Dit was de eerste snelste ronde voor Denny Hulme.
- Dit was de 25ste podiumplaats voor Jim Clark en de 150ste en 151ste podiumplaats voor een Britse coureur.
- Tiende Grand Prix-winst voor Jack Brabham en voor een Australische coureur.